# Форма кривини
Форма кривини — 2-форма {\displaystyle \Omega } на просторі {\displaystyle E} головного розшарування із структурною групою Лі {\displaystyle G}, що приймає значення в алгебрі Лі {\displaystyle {\mathfrak {g}}} групи {\displaystyle G} і визначувана за формою зв'язності {\displaystyle \omega }, заданої на {\displaystyle E}, за формулою
{\displaystyle \Omega =d\omega +{\frac {1}{2}}[\omega ,\omega ].}
Форма кривини є мірою відхилення данної зв'язності від локально пласкої зв'язності, яка характеризується умовою {\displaystyle \Omega =0}.